# Глејдвју (Флорида)
Глејдвју (енгл. Gladeview) насељено је место без административног статуса у америчкој савезној држави Флорида.

## Демографија
По попису из 2010. године број становника је 11.535, што је 2.933 (-20,3%) становника мање него 2000. године.
| Група             | 2000.          | 2010.         |
| Белци             | 256 (1,8%)     | 159 (1,4%)    |
| Афроамериканци    | 11.138 (77,0%) | 8.674 (75,2%) |
| Азијати           | 24 (0,2%)      | 25 (0,2%)     |
| Хиспаноамериканци | 3.084 (21,3%)  | 2.786 (24,2%) |
| Укупно            | 14.468         | 11.535        |